# Liste de marchands d'art
Un marchand d'art est une personne ou une entreprise qui achète et vend des œuvres d'art. Son activité s'appuie la plupart du temps sur l'établissement de galeries d'art leur servant de lieu d'expositions et de vente des œuvres des artistes représentés sous différents types de contrats (allant de la simple exposition temporaire à l'exclusivité). Certains marchands d'art ont joué un rôle majeur dans la reconnaissance et la promotion de mouvements artistiques.

## Arts premiers
- Paul Guillaume (1891-1934)
- Charles Ratton (1895-1986)

## Art moderne
- Elmire Lanafoërt-Doat (1809-1880), Paris
- Louise Doat-Sabail (1845-1892), Paris
- Louis Adolphe Beugniet (1821-1893), Paris
- Siegfried Bing (1838-1905), Paris
- Paul Cassirer (1871-1926), Berlin
- Leo Castelli (1907-1999), New York
- Georges Chéron († 1931), Paris
- René Drouin (1905-1979), Paris[1]
- Jacque Dubourg (1897-1981)[2]
- Paul Durand-Ruel (1831-1922), Paris
- Herbert von Garvens-Garvensburg (1883-1953), Hanovre
- René Gimpel (1881-1945), Paris
- Théodorus van Gogh (1857-1891), Paris
- Adolphe Goupil (1806-1893), Paris, Londres, New York, Berlin, La Haye, Bruxelles, Vienne
- Katia Granoff (1895-1989), Paris, Honfleur et Cannes
- Ileana Sonnabend (1914-2007), Paris
- Daniel-Henry Kahnweiler (1884-1979), Paris
- Aimé Maeght (1906-1981), Paris, Barcelone
- Pierre Matisse (1900-1989), New York
- Robert Noortman (1946-2007),  Hulsberg, Londres, Maastricht et New York
- Georges Petit (1856-1920), Paris
- Léonce Rosenberg (1879-1947), Paris[3]
- Paul Rosenberg (1881-1959), Paris[3]
- Charles Sedelmeyer (1837–1925), Paris
- Jacques Seligmann (1858-1923),  Paris et New York
- Ambroise Vollard (1866-1939), Paris
- Berthe Weill (1865-1951), Paris
- Pierre Loeb (1897-1964), Paris
- Daniel Wildenstein (1917-2001), Paris et New York[4]
- Léopold Zborowski (1889-1932), Paris

## Art contemporain

### International
Marchands d'art disposant de plusieurs espaces d'exposition à travers le monde :
- Larry Gagosian, Galerie Larry Gagosian, New York, Los Angeles, Londres, Rome
- Marian Goodman, Galerie Marian Goodman, New York, Paris
- Marc Laurenti, The Art Gallery, Miami Beach, Paris, Abu Dhabi, Coral Springs USA
- Yvon Lambert, Galerie Yvon Lambert, Paris, New York  (fermé)
- Daniel Lelong, Galerie Lelong, Paris, New York, Zurich
- Emmanuel Perrotin, Galerie Emmanuel Perrotin, Paris, New York, Hong Kong
- Daniel Templon, Galerie Daniel Templon, Paris, Bruxelles
- Barbara Gladstone, Galerie Barbara Gladstone, New York, Bruxelles
- Bernard Ceysson, Galerie Bernard Ceysson, Paris, Luxembourg, Genève, Saint-Étienne

### Amérique du Nord
- New York :
  - Leo Castelli, Galerie Leo Castelli,

### Asie
- Japon
  - Michiyasu Itsutsuji, Gallery Itsutsuji, Tokyo.

### Europe
- France :
  - Alin Avila, Galerie Area, Paris
  - Jennifer Flay, galeriste et directrice de la FIAC
  - Kamel Mennour, Paris
  - Yvon Lambert, Paris (fermé)
  - Jérôme de Noirmont, Galerie Jérôme de Noirmont, Paris (fermé)
  - Emmanuel Perrotin, Paris
  - Almine Rech, Paris
  - Denise René, Paris
  - Laurent Strouk, Galerie Laurent Strouk, Paris
  - Daniel Templon, Galerie Daniel Templon, Paris

- Grande-Bretagne :
  - Charles Saatchi, Galerie Charles Saatchi, Londres
  - Thomas Agnew & Sons

- Suisse :
  - Bruno Bischofberger, Galerie Bruno Bischofberger, Zurich

## Organisations professionnelles
- Antique Tribal Art Dealers Association, Inc. (ATADA)
- Art Dealers Association of America (ADAA)
- Confédération Internationale des Négociants en Œuvres d'Art (CINOA)
- The European Fine Art Foundation (TEFAF)